# Quatre danses polonaises de Szymanowski
Les Quatre danses polonaises pour piano (sans no d'op.) ont été composés en 1926 par Karol Szymanowski.

## Composition
La composition des Quatre danses polonaises de Karol Szymanowski répond à une commande des éditeurs d'Oxford University Press, en 1926 pour leur collection Folk Dances of the World. La partition est publiée la même année.

## Présentation
1. Mazurka — Tempo di mazurka animato à 
, en ré majeur ;
2. Krakowiak — Allegretto gracioso à 
, en fa majeur ;
3. Oberek — Vivace ed agitato (martellato) à 
, en la majeur ;
4. Polonaise — Moderato. Festivo, pomposo à 
, en mi bémol majeur.

## Analyse
Pour Guy Sacre, « la complexité à laquelle atteignent ces pages contredit le sous-titre du cahier Children's pieces ».

### Ouvrages généraux
- André Lischke et François-René Tranchefort (dir.), Guide de la musique de piano et de clavecin : Karol Szymanowski, Paris, Fayard, coll. « Les Indispensables de la musique », 1987, 869 p. (ISBN 978-2-213-01639-9), p. 801-805.
- Guy Sacre, La musique de piano : dictionnaire des compositeurs et des œuvres, vol. II (J-Z), Paris, Robert Laffont, coll. « Bouquins », 1998, 2998 p. (ISBN 978-2-221-08566-0), p. 2762-2778.